# 畢來德
畢來德（Jean François Billeter，1939年—），瑞士中國思想史學者，日內瓦大學退休教授。

## 生平
畢來德於1987年創辦日內瓦大學的漢學部，並帶領該部門達十二年之久。1999年退休，轉移重心於寫作上。